# Вайчюнайте, Юдита
Юди́та Вайчю́найте (лит. Judita Vaičiūnaitė; 12 июля 1937, Каунас — 11 февраля 2001, Вильнюс) — литовская поэтесса и переводчица второй половины XX века; автор поэтических пьес и пьес-сказок для детей; дочь психиатра и невропатолога Виктораса Вайчюнаса, племянница поэта Пятраса Вайчюнаса.

## Биография
Родилась в семье врача психиатра и невропатолога. В 1959 году окончила историко-филологический факультет Вильнюсского государственного университета, где изучала литовский язык и литературу; одновременно училась в музыкальной школе. Однокурсники Аушра Слуцкайте и Томас Венцлова оказали влияние на формирование творческой манеры поэтессы.
Работала в редакциях еженедельной газеты Союза писателей Литвы «Литература ир мянас» („Literatūra ir menas“; «Литература и искусство»; 1962—1966), еженедельников «Калба Вильнюс»  („Kalba Vilnius“; «Говорит Вильнюс») и «Науясис деновидис» („Naujasis dienovidis“).

## Творчество
Стихи начала публиковать с 1956 года. Первую книгу не пропустила цензура, вторая книга „Pavasario akvarelės“ («Весенние акварели») вышла в 1960 году. Пьеса для детей „Skersgatvio pasaka“ была поставлена вильнюсским Молодёжным театром (1972), пьеса „Apsiaustas“ — Каунасским драматическим театром (1972); пьесы ставились позднее в различных театрах Литвы. Написала книгу детских воспоминаний „Vaikystės veidrody“ («В зеркале детства», 1996)
Переводила на литовский язык стихотворения Анны Ахматовой, опубликованные в сборнике поэзии Ахматовой на литовском языке „Poezija“ (1964) и в периодике, стихи Ольги Берггольц (сборник лирики „Blokados kregždė“, 1979), стихи Семёна Кирсанова, Георгия Леонидзе, Франтишека Грубина, Десанки Максимович, а также повесть «Виолончель Санта Тереза» Софьи Могилевской (1973), рассказы и повести Владислава Крапивина („Pažvelk į tą žvaigždę“, 1976). Юдите Вайчюнайте принадлежат также стихотворные тексты в литовском переводе «Алисы в Зазеркалье» Льюиса Кэрролла („Alisa veidrodžių karalystėje“, 1965; переводчица Юлия Лапените).
Стихотворения Вайчюнайте печатались в переводах на английский, латышский, норвежский, русский языки.

## Награды и звания
- Лауреат «Весны поэзии» (1978)
- Государственная премия Литовской ССР (1986) за книгу стихотворений „Nemigos aitvaras“ (1985)
- Премия Балтийской ассамблеи (1996) в области литературы за сборник поэзии „Žemynos vainikai“
- Офицерский крест Ордена Великого князя Литовского Гядиминаса (1997)
- Премия Союза писателя Литвы (2000)

## Память
Именем Юдиты Вайчюнайте названа улица (Juditos Vaičiūnaitės gatvė) в Вильнюсе (в районе Паняряй).  
К десятой годовщине смерти поэтессы 4 августа 2011 года в Вильнюсе в сквере Станислава Монюшко рядом с костёлом Святой Екатерины открыта мемориальная скульптурная композиции. Она изображает ажурный дырявый зонтик, на котором устроился соловей, и пластину со строфой стихотворения Вайчюнене, называемой «поэтом города», «самой вильнюсской поэтессой» (скульптор Генрикас Оракаускас).

## Книги
- Pavasario akvarelės: eilėraščiai. Vilnius: Valstybinė grožinės literatūros leidykla, 1960.
- Kaip žalias vynas: eilėraščiai. Vilnius: Valstybinė grožinės literatūros leidykla, 1962.
- Per saulėtą gaublį: eilėraščiai. Vilnius: Vaga, 1964.
- Vėtrungės: eilėraščiai. Vilnius: Vaga, 1966.
- Po šiaurės herbais: eilėraščiai. Vilnius: Vaga, 1968.
- Spalvoti piešiniai: eilėraštukai. Vilnius: Vaga, 1971.
- Pakartojimai: eilėraščiai. Vilnius: Vaga, 1971.
- Klajoklė saulė: eilėraščiai. Vilnius: Vaga, 1974.
- Balkonas penktame aukšte: eilėraščiai jaunesniam mokykliniam amžiui. Vilnius: Vaga, 1975.
- Neužmirštuolių mėnesį: eilėraščiai. Vilnius: Vaga, 1977.
- Mėnulio gėlė: vienaveiksmės pjesės - pasakos jaunesniam mokykliniam amžiui. Vilnius: Vaga, 1979.
- Šaligatvio pienės: eilėraščiai. Vilnius: Vaga, 1980.
- Pavasario fleita: pjesės. Vilnius: Vaga, 1980.
- Karuselės elnias: eilėraščiai. Vilnius: Vaga, 1981.
- Smuikas: eilėraščiai. Vilnius: Vaga, 1984.
- Nemigos aitvaras: eilėraščiai. Vilnius: Vaga, 1985.
- Žiemos lietus: eilėraščiai. Vilnius: Vaga, 1987.
- Šešėlių laikrodis: eilėraščiai. Vilnius: Vaga, 1990.
- Gatvės laivas: eilėraščiai. Vilnius: Vyturys, 1991.
- Pilkas šiaurės namas: eilėraščiai. Vilnius: Viltis, 1994.
- Žemynos vainikai: eilėraščiai. Vilnius: Lietuvos rašytojų sąjungos leidykla, 1995.
- Vaikystės veidrody: eilėraščiai. Vilnius: Baltos lankos, 1996.
- Kai skleidžiasi papirusas: orientalistiniai eilėraščiai. Kaunas: Orientas, 1997.
- Sus. Vilnius: Vaga, 1998.
- Skersgatvių šešėliais aš ateisiu: eilėraščiai. Vilnius: Žuvėdra, 2000.
- Debesų arka: 1998-2000 metų eilėraščiai. Vilnius, Lietuvos rašytojų sąjungos leidykla, 2000.
- Raštai. Vilnius: Gimtasis žodis, 2005.
- Aitvaras: eilėraščių rinktinė. Vilnius: Alma littera, 2005.
- Dulkėta Kauno saulė. — Vilnius: Versus aureus, 2007. — 72 с. — ISBN 978-9955-69-998-9.
- Mabre viešbutis. — Vilnius: Lietuvos rašytojų sąjungos leidykla, 2009. — 152 с. — ISBN 978-9986-39-623-9.
- Лунный цветок: Одноактные пьесы-сказки. Для мл. школ. возраста. 93 с. Вильнюс: Вага, 1979
- Одуванчики на тротуаре: Стихи. Вильнюс: Вага, 1980. 126 с.
- Змей бессонницы: Стихи. Худож. Р. Гибавичюс. Вильнюс: Вага, 1985. 415 с.
- Зимний дождь: Стихи. Худож. Р. Гибавичюс. Вильнюс: Вага, 1987. 148 с.
- В месяц незабудок: Стихи. Пер. с литов. Л. Сушковой; худож. Р. Гибавичюс. Москва: Советский писатель, 1987. 159 с.
- Dikt fra Sųvnlųshetens Drake og andre samlinger. Oslo, 1994
- Fire Put Out by Fire: Selected poems of Judita Vaiciunaite in Lithuanian and English. Lewiston, 1996.